# Liste von Raumfahrtunfällen

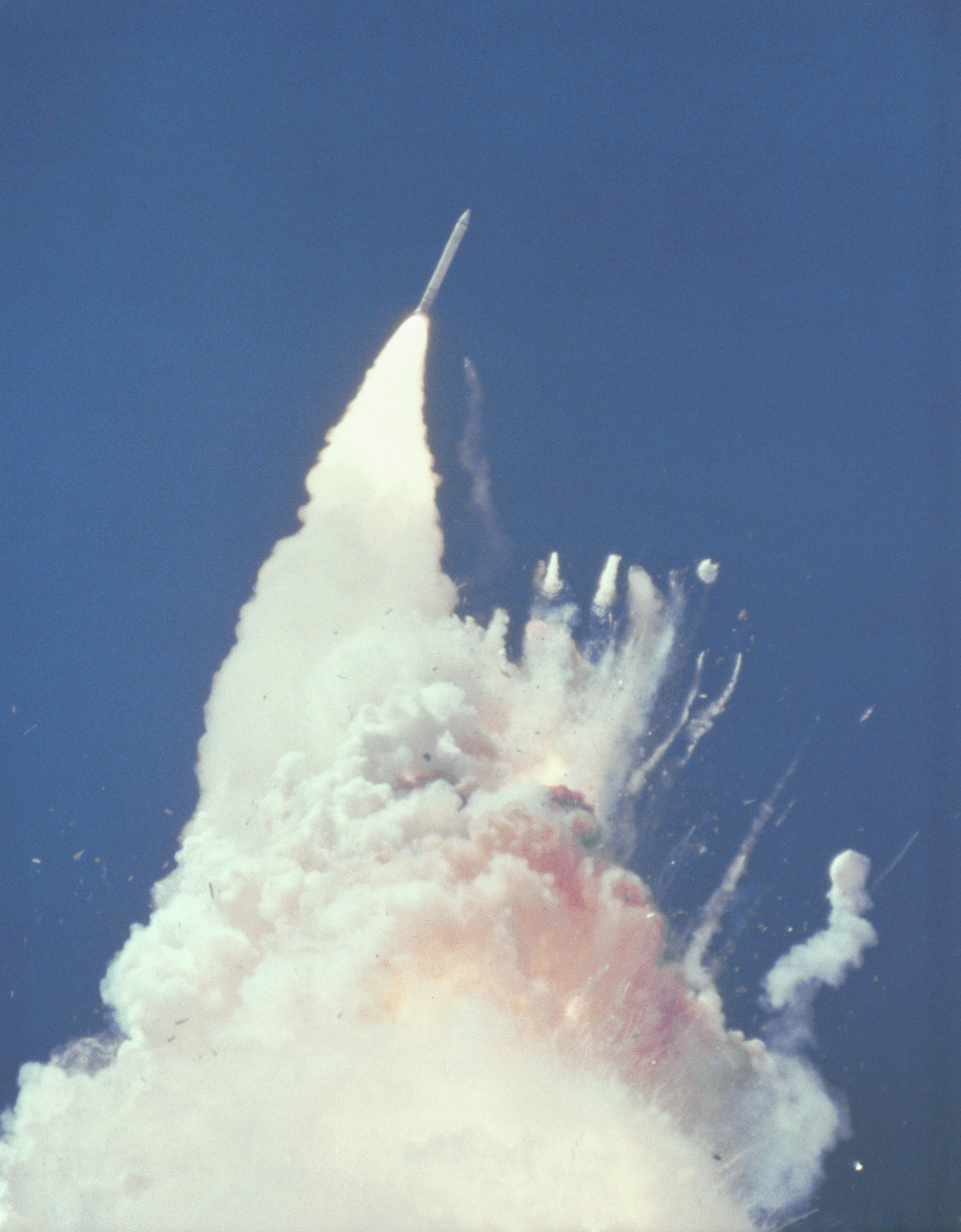
Challenger-Unglück
(28. Januar 1986)

Fehlstart einer chinesischen CZ-3B (15. Februar 1996)

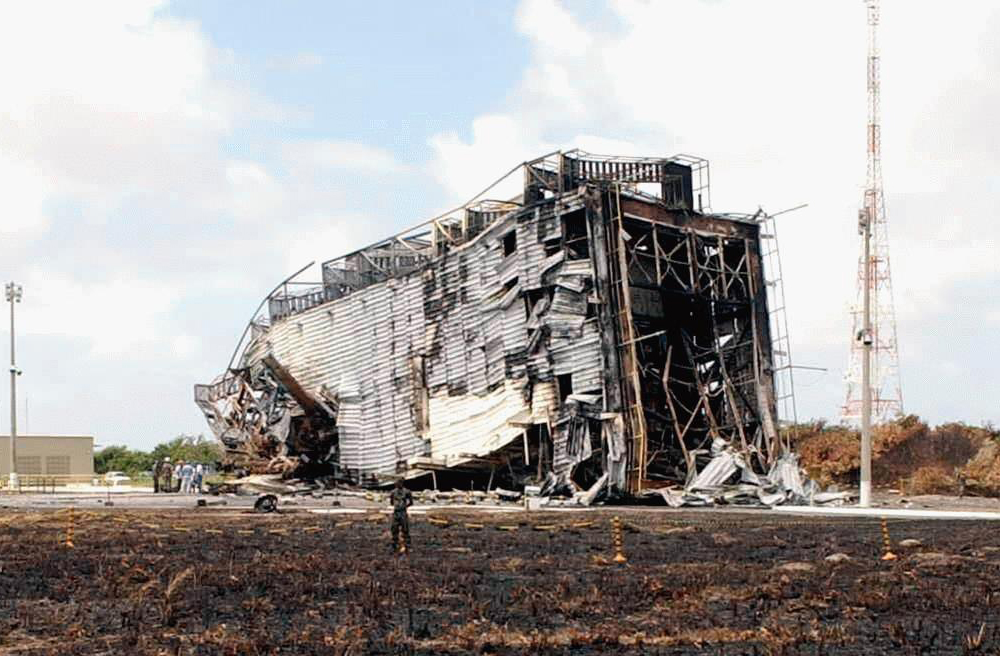
Ruine der Startrampe, auf der 2003 eine brasilianische Rakete verunglückte

Dies ist eine chronologische Liste von Raumfahrtunfällen, bei denen Menschen während oder in Zusammenhang mit einer bestimmten Raumfahrtmission getötet oder verletzt wurden bzw. in akute Lebensgefahr gerieten.

## Chronik
| Datum         | Art       | Vorfall | Tote   |
| ------------- | --------- | --- | ------ |
| 01. Nov. 1962 | bemannt   | Am 1. November 1962 starb Pjotr Iwanowitsch Dolgow bei einem Ausstiegstest in großer Höhe während der Entwicklung eines Ausstiegs aus der Raumkapsel Wostok. | 01     |
| 14. Dez. 1966 | unbemannt | Das zweite angefertigte Exemplar des neuen Sojus-Raumschiffs sollte zu einem unbemannten Testflug gestartet werden. Da die Triebwerke nicht korrekt arbeiteten, wurde der Start noch auf der Startrampe abgebrochen. 27 Minuten später zündete während des Enttankens der Rakete das Kosmonauten-Notfall-Rettungssystem, woraufhin die gesamte Rakete in Brand geriet und kurz darauf explodierte. Mindestens eine Person kam dabei ums Leben.                                      | 01     |
| 27. Jan. 1967 | bemannt   | An Bord einer Apollo-Kommandokapsel brach während einer Startsimulation der auf dem Starttisch stehenden Rakete Feuer aus. Die drei Astronauten Virgil Grissom, Edward H. White und Roger B. Chaffee starben. | 03     |
| 24. Apr. 1967 | bemannt   | Bei Sojus 1 traten im Orbit mehrere Probleme mit der Energieversorgung und Lageregelung auf. Bei der Landung verblieb der Hauptschirm im Behälter, der Reserveschirm konnte sich im Windschatten des nicht abwerfbaren Hilfsschirms nicht entfalten, die Landekapsel stürzte ab. Der Kosmonaut Wladimir Komarow starb beim Aufprall. | 01     |
| 15. Nov. 1967 | bemannt   | Ein amerikanisches Raketenflugzeug vom Typ X-15A geriet in 80 km Höhe außer Kontrolle und zerbrach beim Wiedereintritt in die Atmosphäre. Der Pilot Michael Adams starb dabei. | 01     |
| 14. Apr. 1970 | bemannt   | Bei der amerikanischen Mission Apollo 13 explodierte 55 Stunden nach dem Start ein Sauerstofftank. Die geplante Mondlandung musste abgesagt werden, alle drei Mannschaftsmitglieder wurden gerettet. 1995 wurde das Drama verfilmt, siehe Apollo 13 (Film). | 0      |
| 29. Juni 1971 | bemannt   | Bei der Landung der Rückkehrkapsel des Raumschiffs Sojus 11 erstickten die Kosmonauten Georgi Dobrowolski, Wiktor Pazajew und Wladislaw Wolkow. Ein Frischluftventil hatte sich beim Absprengen des Service-Moduls nach erfolgtem Bremsmanöver noch im All zu früh geöffnet, so dass die Atemluft aus der Rückkehrkapsel entwich. Druckanzüge wurden in der Kapsel nicht getragen.                                                                                                  | 03     |
| 26. Juni 1973 | unbemannt | Bei der Explosion einer startklaren Kosmos-3M-Rakete auf der Startrampe kamen am Kosmodrom Plessezk neun Personen ums Leben. | 09     |
| 05. Apr. 1975 | bemannt   | Bei der Sojus-18-1-Mission versagte die Trennung der dritten Stufe, die Kosmonauten wurden durch das normale Landesystem gerettet, erlitten aber innere Verletzungen. | 0      |
| 18. März 1980 | unbemannt | Während des Auftankens explodierte in der sowjetischen Raumfahrtbasis Plessezk direkt auf der Startrampe eine Wostok-2M-Rakete. 48 Menschen wurden getötet. | 48     |
| 19. März 1981 | unbemannt | Nach der erfolgreichen Countdown-Übung des ersten Space Shuttles atmeten sechs Ingenieure reinen Stickstoff ein. Zwei der Männer verstarben. | 02     |
| 26. Sep. 1983 | bemannt   | Während des Starts geriet die Trägerrakete von Sojus T-10-1 auf dem Starttisch in Brand und explodierte. Das Raumschiff mit den Kosmonauten wurde durch das automatisierte Rettungssystem von der Rakete gezogen, die Besatzung blieb unverletzt. | 0      |
| 28. Jan. 1986 | bemannt   | Die Raumfähre Challenger zerbrach 73 Sekunden nach dem Start. Sieben Astronauten (Dick Scobee, Michael Smith, Ronald McNair, Ellison Onizuka, Judith Resnik, Gregory Jarvis und Christa McAuliffe) starben. | 07     |
| 25. Jan. 1995 | unbemannt | Eine chinesische Trägerrakete vom Typ CZ-2E stürzte nach dem Start ab. Trümmer töteten nach offiziellen Angaben 21 Bewohner eines Dorfes, laut westlicher Medienberichte etwa 120. | 21-120 |
| 15. Feb. 1996 | unbemannt | Wenige Sekunden nach dem Start vom Kosmodrom Xichang wich eine chinesische CZ-3B mit einem kommerziellen Intelsat-Kommunikationssatelliten vom Kurs ab und schlug in einem nur wenige Kilometer entfernten Dorf auf, wo die noch nahezu vollbetankte Rakete explodierte. Medien und westliche Experten wurden nicht an den Unfallort gelassen. Offiziell wurden von der chinesischen Führung 6 Tote und 57 Verletzte bestätigt, inoffizielle Stellen sprechen von bis zu 500 Toten. | 06-500 |
| 15. Okt. 2002 | unbemannt | Eine Sojus-U-Rakete stürzte nur Sekunden nach dem Start in Plessezk zurück auf die Startplattform und explodierte. Ein Soldat wurde durch die Explosionsdruckwelle in einem benachbarten Gebäude getötet. | 01     |
| 01. Feb. 2003 | bemannt   | Bei der Rückkehr zur Erde wurde die Raumfähre Columbia aufgrund einer beim Start erfolgten Beschädigung des Hitzeschildes zerstört. Sechs amerikanische und ein israelischer Astronaut starben (Rick Husband, William C. McCool, Michael P. Anderson, David M. Brown, Kalpana Chawla, Laurel Clark und Ilan Ramon). | 07     |
| 22. Aug. 2003 | unbemannt | Eine brasilianische Trägerrakete VLS-1 explodierte bei Startvorbereitungen und tötete 21 Techniker. | 21     |
| 31. Okt. 2014 | bemannt   | Bei einem Testflug stürzte der SpaceShipTwo-Prototyp VSS Enterprise ab. Einer der beiden Piloten, Peter Siebold, konnte sich per Fallschirm retten, Mike Alsbury kam ums Leben. | 01     |
| 11. Okt. 2018 | bemannt   | Kurz nach dem Start der Sojus MS-10 versagte die Trägerrakete. Die Kapsel musste durch den Zwischenfall 25 km entfernt von der kasachischen Stadt Dscheskasgan notlanden und dabei in einem steileren Winkel auf die Erde zurückkehren als üblich. Such- und Rettungsteams fanden die beiden Raumfahrer unverletzt bei der Landekapsel. | 0      |